# Jarebice (miasto Loznica)
Jarebice (cyr. Јаребице) – wieś w Serbii, w okręgu maczwańskim, w mieście Loznica. W 2011 roku liczyła 1173 mieszkańców.